# Comité Nacional para la Gestión del Riesgo de Desastres
El Comité Nacional para la Gestión del Riesgo de Desastres (COGRID) es la instancia superior encargada de la planificación y la coordinación del Sistema Nacional de Prevención y Respuesta ante Desastres en Chile. Está facultada para constituirse y ejerecer sus funciones para abordar las fases del ciclo del riesgo de desastres.
También existen Comités Regionales y Comunales para la Gestión del Riesgo de Desastres en cada una de las regiones y comunas de Chile, que se encargan de la planificación y coordinación del Sistema de Prevención y Respuesta ante Desastres a nivel regional y comunal, respectivamente.

## Función
De acuerdo con la Ley Nº 21.354, los Comités para la Gestión del Riesgo de Desastres están encargados de la planificación y coordinación en las Fases de Mitigación y Preparación en cada uno de los niveles, y de la planificación, dirección y coordinación intersectorial de las acciones en las Fases de Respuesta y Recuperación en las zonas afectadas por una emergencia.
Son funciones del Comité Nacional:
- Proponer al Presidente de la República, para su aprobación, la Política Nacional para la Reducción del Riesgo de Desastres.
- Aprobar el Plan Estratégico Nacional para la Reducción del Riesgo de Desastres, a propuesta del Servicio Nacional de Prevención y Respuesta ante Desastres (SENAPRED).
- Aprobar el Plan Nacional de Emergencia, a propuesta del SENAPRED.
- Aprobar los instrumentos señalados en la ley y que fueren necesarios en materia de gestión del riesgo de desastres.
- Coordinar, a través del Director Nacional, los Comités Regionales, con el objeto de desarrollar las capacidades y recursos para fortalecer la gestión del riesgo de desastres en dicha unidad territorial y de sus instrumentos.

Los COGRID toman diferentes cursos de acción según corresponda en cada fase del ciclo del riesgo de desastres (Mitigación, Preparación, Respuesta, Recuperación), y según cada nivel territorial. En los COGRID de la fase de Mitigación, por ejemplo, se toman decisiones relacionadas con la prevención de largo plazo, mientras que en la fase de Respuesta se adoptan medidas inmediatas para hacer frente a las emergencias.

## Miembros
Los miembros permanentes del Comité Nacional para la Gestión del Riesgo de Desastres son:
- El ministro del Interior, quien lo presidirá
- El ministro de Defensa Nacional
- El ministro de Hacienda
- El ministro de Seguridad Pública
- El ministro de Educación
- El ministro de Obras Públicas
- El ministro de Salud
- El ministro de Vivienda y Urbanismo
- El ministro de Agricultura
- El ministro de Transportes y Telecomunicaciones
- El ministro de Energía
- El ministro del Medio Ambiente
- El subsecretario del Interior
- El jefe del Estado Mayor Conjunto
- El general director de Carabineros de Chile
- El director Nacional del Servicio Nacional de Prevención y Respuesta ante Desastres (SENAPRED), quien hará las veces de su Secretario Técnico y Ejecutivo
- El presidente nacional de la Junta Nacional de Bomberos de Chile.
- El Director General de la Policía de Investigaciones de Chile (solo durante las Fases de Respuesta y Recuperación)

Los comités regionales estarán compuestos por:
- El delegado presidencial regional, quien lo presidirá
- El gobernador regional
- El director regional del SENAPRED
- Los secretarios regionales ministeriales de la región respectiva, de aquellos ministros que conforman el Comité Nacional, y en su defecto, un representante que designe el ministro respectivo de los servicios de su dependencia que sean esenciales para la gestión del riesgo de desastres
- La autoridad militar que, para estos efectos, designe el ministro de Defensa Nacional
- El jefe de zona de Carabineros de Chile que corresponda a la región
- La autoridad regional de la Junta Nacional de Cuerpos de Bomberos de Chile

Mientras, son miembros de los comités comunales:
- El alcalde, quien lo presidirá
- El jefe de la Unidad de Gestión del Riesgo de Desastres de la comuna, o a quien se le haya encomendado dicha función
- El jefe de la comisaría o tenencia, o el funcionario de Carabineros de Chile de mayor jerarquía en la comuna
- El superintendente del Cuerpo de Bomberos con competencia en la respectiva comuna, o el representante que éste designe.

### Convocatoria
Ante una emergencia o una emergencia inminente, los comités son convocados por:
- El ministro del Interior y Seguridad Pública, en el caso del Comité Nacional.
- El delegado presidencial regional, en el caso del Comité Regional.
- El delegado presidencial provincial, en el caso del Comité Provincial.
- El alcalde, en el caso del Comité Comunal.

Excepcionalmente, el respectivo Comité podrá ser autoconvocado, ante circunstancias definidas en el reglamento de la ley.